# Särkirivier (Muonio)
Särkirivier (Zweeds – Fins: Särkijoki) is een rivier annex beek, die stroomt in de Zweedse  gemeente Kiruna. De beek  verzorgt de afwatering van het Särkimeer. De rivier is amper twee kilometer lang.
Särki vertaald uit het Fins betekent voorn.
Afwatering: Särkirivier → Muonio → Torne → Botnische Golf